# کوکو-بوچانگاها
کوکو-بوچانگاها (نام علمی: Surniculus) سردهٔ کوچکی از پرندگان تیرهٔ کوکویان است. چهار عضو آن در مناطق گرمسیری آسیا و فیلیپین یافت می‌شوند.